# C/2002 R5 (SOHO)
C/2002 R5 (SOHO) (désignation interne SOHO : SOHO-513) est une ancienne comète périodique du système solaire, qui s'est brisée en deux fragments. Ces deux fragments seraient les comètes C/2008 L6 (SOHO-1487) et C/2008 L7 (SOHO-1488), réobservées ensuite en 2014 respectivement en tant que SOHO-2673 et SOHO-2712. Elles font partie du groupe de Kracht II.

## Exemples de sources
- MPEC 2002-S35,
- IAUC 7984 (2002),
- Kracht, Hönig 2005,
- MPEC 2008-O23,
- IAUC 8983 (2008),
- BAA 2008,
- Battams & Knight 2017, Seargent 2017,
- Sekanina 2019,
- Yoshida